# まじかるすいーと プリズム・ナナ
『まじかるすいーと プリズム・ナナ』（Magical Suite Prism Nana）は、DAXELから2013年5月に発売されたパチスロ機である。

## 概要
2012年8月、コミックマーケット82の会場内のブースにおいてプロジェクトの開始が公表された。キャラクターデザインをカントクが、アニメーション制作をシャフトが担当する。
2012年12月に同名のパチスロ機が東京都公安委員会の検定を通過し、パチスロ機の存在が公になった。なお正式発表は2013年4月2日にニコファーレで行われた新機種発表会である。

## 登場人物
鷲岡至（わしおか いたる） / ヒートナナ
声 - 三森すずこ
本作の主人公。素直で一途な女の子。天文学に興味があり、いつか自分が開発したロケットで宇宙に飛び立つのが夢。
2年1組　「わたしの夢はロケットを作って宇宙に行くことだよ。」「楽してかなう夢なんてないんだよ！わたしは戦うよ」
浅木飛鳥（あさぎ あすか） / アースナナ
声 - 今井麻美
老舗の跡取りとしてきびしく躾けられたお嬢様。しっかり者で、その小さな肩には多くの期待を背負っている。
2年1組　「楽しい時間はあっという間ですね。この時間がいつまでも続いたらいいのに･･･」「わたしをずっと守ってくれますか？」
織部琴音（おりべ ことね） / アクアナナ
声 - 喜多村英梨
都会から七業市に転校してきた、ちょっとオマセな女の子。歌うことが大好き。いつか自分の歌で誰かを幸せにしたいと思っている。
1年3組　「趣味っていうか、ギターを少しやっています。」「夢なんてわかりません。でも先輩みたいに夢を見つけたいです！」
柊マコ （ひいらぎ マコ） / エレキナナ / ライトニングナナ（OVA）
声 - 安済知佳
吠埜りいの
声 - 南條愛乃
ヒナ
声 - Daisy × Daisy

## 機種説明
保通協における型式名は「まじかるすいーとプリズム・ナナSF」。メインリールは筐体上部にあり、一般的なパチスロでメインリールがある部分にはタッチパネル式の大型液晶画面が設置されている。
純然たるボーナスは存在せず、最大7セット（1セットは小役7回成立）の「プリズムチャンス」と、1セット100ゲームの「（スーパー）プリズムボーナス」という2種類の疑似ボーナス（ART）で出玉を増やすゲーム性である。1ゲーム当たりの純増枚数は約2枚。

## まじかるすいーと プリズム・ナナA
2015年2月に、本機の姉妹機種となる「まじかるすいーと プリズム・ナナA（エース）」が発売された。こちらは純粋なボーナスとリプレイタイムで出玉を増やすゲーム性となっている。同機に収録されているPVやパネルでは、上記の3人以外に新しいキャラクター〈柊マコ（エレキナナ）〉が描かれている。

### Aの特徴
ボーナス確率が設定1で1/139.7、設定6で1/105.7（パンフレットより）とかなり高い。3種のボーナス全てが、前半のボーナス部と後半の完走型RT部に分かれており、それに加えてボーナス確定まで継続する無限RTの「プリズムロード」が存在する。
- スーパープリズムボーナス（白7揃い）：最大50ゲーム継続、約300枚獲得、プリズムロード突入期待大
- プリズムボーナス（赤7及び右側異色7揃い）：最大43ゲーム継続、約200枚獲得、PV解放要素有り
- プリズムチャンス（中央異色7揃い）：最大26ゲーム継続、約55枚獲得

スーパープリズムボーナス及びプリズムボーナスで選べる楽曲は、最初の時点では少ないが、プリズムボーナスのマジカライズゾーン演出でのミッション成功でPVが一つ解放される。
- プリズムロード：天国モード等から突入する純増0.2枚/Gの無限RT。ボーナス確定まで続行する。

## アニメ
プロジェクト開始から2013年4月までに「パイロット版PV」が7本制作されてから長期間アニメ化に関する情報が途絶えていたが、2015年8月7日にOVA化が発表され、8月14日から8月16日に開催されたコミックマーケット88にて、全7エピソードの制作、および7エピソード中3エピソードのタイトルとビジュアルが発表された。
なお、2020年時点で完成しているのはVOL.1の前編及びVOL.4のみ。
PRISM NANA THE ANIMATION VOL.1 夢叶えたい…!? 希望のアドバンス［前編］
監督：宮本幸裕 キャラクターデザイン：潮月一也 脚本：大嶋実句
初回上映会：2015年11月29日
PRISM NANA THE ANIMATION VOL.3 メダルの国のハロウィン　～ノリコと妖精～
監督・脚本：大谷肇 キャラクターデザイン：住本悦子
PRISM NANA THE ANIMATION VOL.4 星空編
監督・脚本：沼田誠也 キャラクターデザイン：岩本里奈
初回上映会：2016年4月16日
2017年より、毎年7月7日（七夕）に無料公開されている。

## 舞台
『まじかるすいーとプリズム・ナナ ザ・スターリーステージ』のタイトルで、2017年9月13日から9月17日までサンシャイン劇場にて上演。本作はアニメ版を原作とし、星空編のストーリーが描かれた。
スタッフ
原作：PRISM NANA PROJECT
キャラクター原案：カントク
演出：松多壱岱（ACTOR'S TRASH ASSH）
脚本：久保田唱（企画演劇集団ボクラ団義）
制作：オッドエンタテインメント
主題歌
オープニングテーマ「星空コネクション」
作詞・作曲・編曲：向井健治（Prhythm/epx） / 歌：Daisy × Daisy
挿入歌「星空ハーモニー」
作詞：沼田誠也 /  作曲・編曲：向井健治（Prhythm/epx） / 歌：柊マコ（安済知佳）、ヒナ（Daisy × Daisy）
キャスト
柊マコ / ライトニングナナ：前田希美
鷲岡至 / ヒートナナ：三秋里歩
浅木飛鳥 / アースナナ：遠藤瑠香
織部琴音 / アクアナナ：大原優乃
吠埜りいの：栗生みな
ヒナ：田尻あやめ
菅原亜子：玉川来夢
立花さん：山上綾加
詩音：彩川ひなの（リンクSTAR`s）
梨阿：藤本かえで
浅木蘭：飛鳥凛
浅木椿：藤嵜亜莉沙
鈴：舞川みやこ（ディア☆）
マリア・チェレステ：天月ミク（アフィリア・サーガ）
モモ：野口真緒
雛菊：持田千妃来
桜：松本稽古
ナターシャ：みきちゅ / 齋藤彩夏（Wキャスト）
静御前：八坂沙織
出雲阿国：若林倫香
マリエトア：真衣ひなの
クリスティーナ：花奈澪
ナレーション：三森すずこ

## CD

### 第1弾CD
2012年12月29日にて開催された「コミックマーケット83」にて発売。
収録曲
1. ぷりズム♡たいむ〜魔法の指でタッチして〜
歌：鷲岡至（三森すずこ）、浅木飛鳥（今井麻美）、織部琴音（喜多村英梨）
2. まじかるエンジン
歌：鷲岡至（三森すずこ）
3. 白鷺流舞
歌：浅木飛鳥（今井麻美）
4. HELLO,DEAR MY FRIENDS
歌：織部琴音（喜多村英梨）
5. 萌って☆メルって★タッチしてっ!
歌：ヒートナナ（三森すずこ）、アースナナ（今井麻美）、アクアナナ（喜多村英梨）
6. REACH FOR THE BEACH
歌：ヒートナナ（三森すずこ）、アースナナ（今井麻美）、アクアナナ（喜多村英梨）
7. 星空コネクション
歌：Daisy×Daisy

### 第2弾CD
2013年8月10日から8月12日にて開催された「コミックマーケット84」にて発売。
収録曲

### 第3弾CD
収録曲
1. 星空コネクション（starry mix）
歌：Daisy×Daisy
2. hollow girl
歌：柊マコ（安済知佳）
3. 夢と希望のトロイエ
歌：吠埜りいの（南條愛乃）
4. 星空ハーモニー
歌：柊マコ（安済知佳）、ヒナ（Daisy×Daisy）
5. Starry Melody
歌：鷲岡至（三森すずこ）、浅木飛鳥（今井麻美）、織部琴音（喜多村英梨）、柊マコ（安済知佳）
6. 星空メモリアル
歌：Daisy×Daisy
7. 星空コネクション（starry mix）（Instrumental）
8. hollow girl（Instrumental）
9. 夢と希望のトロイエ（Instrumental）
10. 星空ハーモニー（Instrumental）
11. Starry Melody（Instrumental）
12. 星空メモリアル（Instrumental）

### 配信アルバム
- MAGICAL SUITE PRISMNANA MUSIC COLLECTION VOL.1 PILOT SONGS（2016年12月）
- MAGICAL SUITE PRISMNANA MUSIC COLLECTION VOL.2 STARRY SONGS（2016年12月）